# Ectoedemia pappeivora
Ectoedemia pappeivora là một loài bướm đêm thuộc họ Nepticulidae. Nó được miêu tả bởi Vári năm 1963. Nó được tìm thấy ở Nam Phi (Nó đã dược miêu tả ở Transvaal).
Ấu trùng ăn Pappea capensis.